# عيد نعيم السهو
عيد نعيم بن صبيح السهو المرعي السرحاني(1936- 2010)، أديب وباحث وشاعر سعودي، من رموز الأدب في منطقتي الحدود الشمالية والجوف، وأول رئيس لنادي الجوف الأدبي، ومدير الأحوال المدنية بمنطقة الحدود الشمالية في المملكة،، ساهم في نشأة نادي الجوف الأدبي وتطويره، وكتب في الشعر والأدب والأنساب نحو 4 مؤلفات، منها كتاب (السرحان: تاريخ وقبيلة)، وتوفي في سكاكا عام 2010.

## حياته
ولد في مدينة سكاكا عام 1936، وتدرج في العمل الحكومي، فعُيّن مديرًا للجوازات والجنسية بمحافظة القريات عام 1962، ثم مديرًا عام 1970 للجوازات بمحافظة طريف، ثم مديرًا للجوازات والجنسية بمنطقة الحدود الشمالية عام 1971، وعام 1984 عُيّن مديرًا للأحوال المدنية بمنطقة الحدود الشمالية، وكانت تلك آخر وظيفة حكومية يشغلها السهو، قبل تقاعده عام 1994، وبعد تقاعده وإثر تأسيس النادي الأدبي للجوف، رشحه أمير منطقة الجوف آنذاك، الأمير عبد الإله بن عبد العزيز، فعُيّن رئيسًا للنادي عام 2001.

## مؤلفاته
- ديوان الخواطر.
- ديوان المشاعر.
- السرحان: تاريخ وقبيلة.
- المختار من حكم وأمثال ونصائح الأشعار.[3]